# Église Saints-Victor-et-Léonard
L'église Saints-Victor-et-Léonard est un édifice religieux se trouvant dans le quartier du Thier-à-Liège, dans la ville belge de Liège.
Cette église néo-gothique en croix a été construite en blocs de pierre naturelle. La façade est flanquée d'une tour attenante de plus de 50 mètres, qui est surmontée par un toit en pointe, au dessus du clocher.
Le 13 décembre 1903, la première pierre de l'édifice est posée par Mgr Martin-Hubert Rutten et l'église fut achevée en 1905. Celle-ci est dédiée au saint patron de Victor-Joseph Doutreloux, prédécesseur de Mgr Rutten : saint Victor, martyr de l'Église catholique. Elle est également dédiée à saint Léonard, saint patron des prisonniers.